# NPC1L1
Le NPC1L1 (pour « Niemann–Pick C1-like 1 ») est une protéine dont le gène est le NPC1L1 (situé sur le chromosome 7 humain), qui joue un rôle de transporteur du cholestérol.

## Rôle
Il est exprimé dans les entérocytes du jéjunum et sert au transport du cholestérol et des phytostérols de la lumière digestive vers la circulation sanguine.
Il est également exprimé dans les hépatocytes où il favorise la réabsorption du cholestérol contenu dans la bile. 

## En médecine
Les patients porteurs d'une mutation rendant la protéine non fonctionnelle ont un taux de LDL cholestérol plus bas et ont un risque moindre de développer une maladie cardio-vasculaire. cela s'accompagne néanmoins d'une augmentation du risque de développer des lithiase biliaires.

## Cible thérapeutique
L'ézétimibe est un inhibiteur du NPC1L1.